# Kaituozhe (família de foguetes)

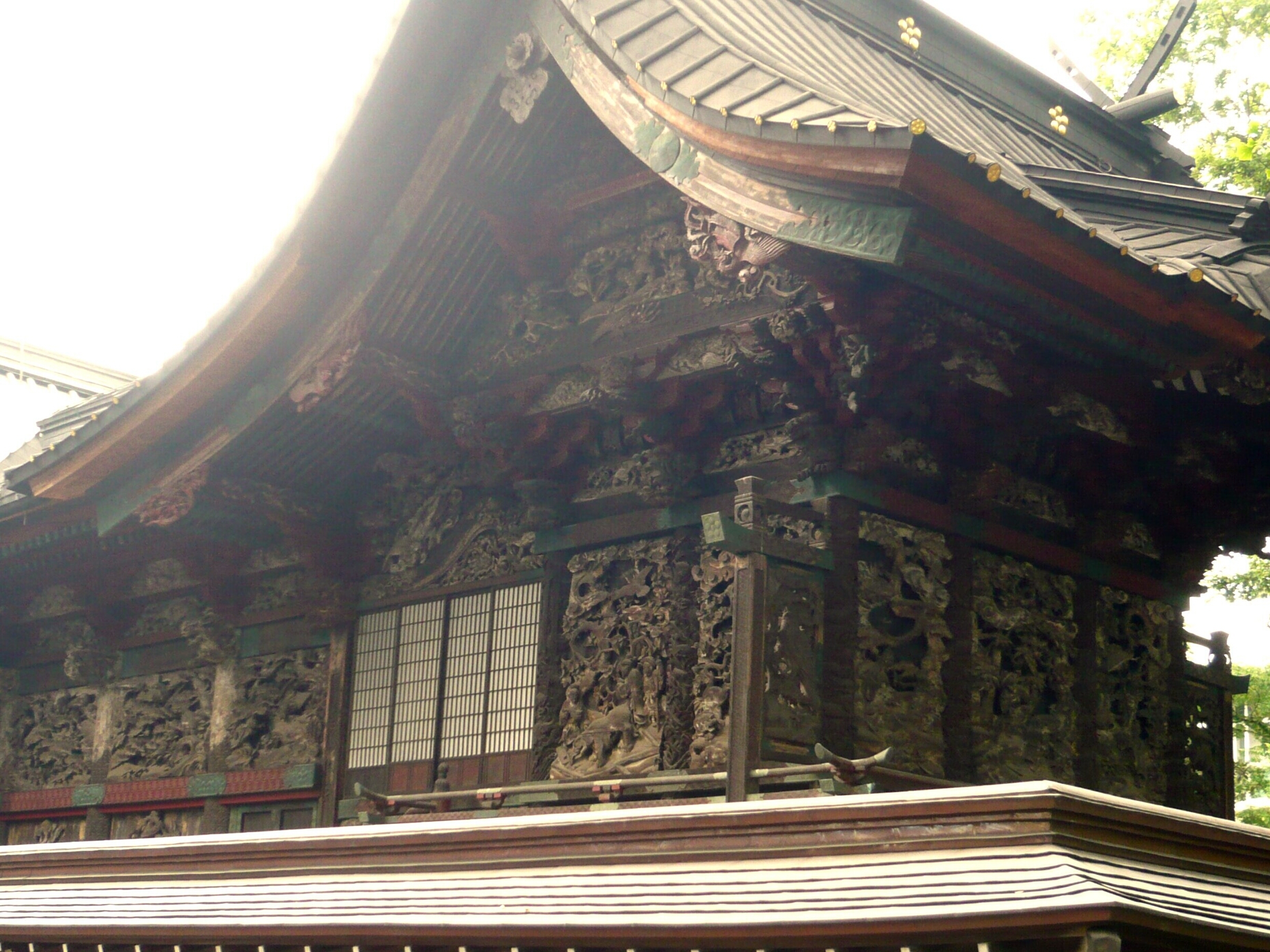
Foguete Kaituozhe-1

Kaituozhe-1 ou KT-1 é um modelo de foguete espacial chinês de propelente sólido e três estágios desenvolvido no início dos anos 2000, e com capacidade para efetuar lançamentos de até 100 kg de carga útil. Possivelmente ele é o veículo de lançamento para o sistema ASAT chinês, que foi testado contra um velho satélite meteorológico chinês (o FY-1C) em 2007.

## História
O KT-1 foi desenvolvido a partir dos dois primeiros estágios do míssil balístico intercontinental DF-31, adicionando um terceiro estágio completamente novo. Os testes com a terceira fase começou com um teste estático no dia 25 de fevereiro de 2001. Em abril de 2001, o veículo em conjunto passou por rigorosas revisões de projeto.
O primeiro lançamento de um KT-1 ocorreu em 15 de setembro de 2002, não conseguindo colocar em órbita um satélite de testes pesando 50 kg (o HTSTL-1), construído por estudantes), devido a um problema com o segundo estágio. Um segundo lançamento ocorreu em 16 de setembro de 2003, falhando novamente a tentativa em colocar um satélite de 40 kg em órbita devido a um problema no último estágio.

### Histórico de lançamentos
| Voo | Data                   | Carga | Resultado | Notas                                            |
| --- | ---------------------- | ----- | --------- | ------------------------------------------------ |
| 1   | 15 de setembro de 2002 | PS 1  | Falha     | Primeiro voo de um KT 1. Falha da segunda etapa. |
| 2   | 16 de setembro de 2003 | PS 2  | Falha     | Falha na última etapa.                           |